# Valle dell'Agogna
La Valle dell'Agogna o Val d'Agogna è una valle del Piemonte che si trova nelle province di Novara e del Verbano-Cusio-Ossola. La valle è attraversata dalla strada delle Due Riviere, che collega il lago d'Orta e il lago Maggiore.

## Geografia

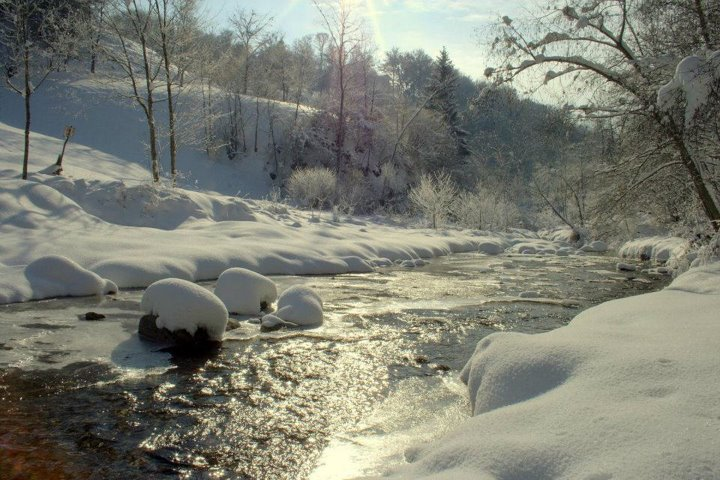
Il torrente Agogna in Inverno

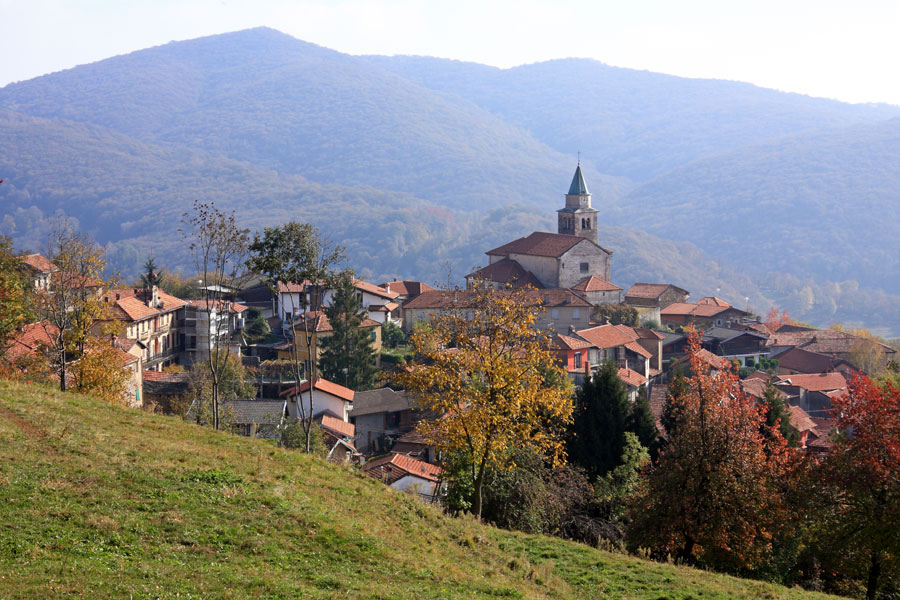
veduta di Coiromonte

La valle è percorsa dal torrente Agogna che drena tutta l'acqua provenienti dalle vallate laterali. A 3 km dalla sorgente di quest'ultimo, si trovano due frazioni di Armeno: Sovazza e Coiromonte. I cordoni morenici laterali all'Agogna digradano sino a Bolzano Novarese, dove il torrente inizia a scorrere in zone collinari o di alta pianura. In totale la valle ha una lunghezza di circa 19 km che corrisponde al tratto montano dell'Agogna.

## Luoghi d'interesse

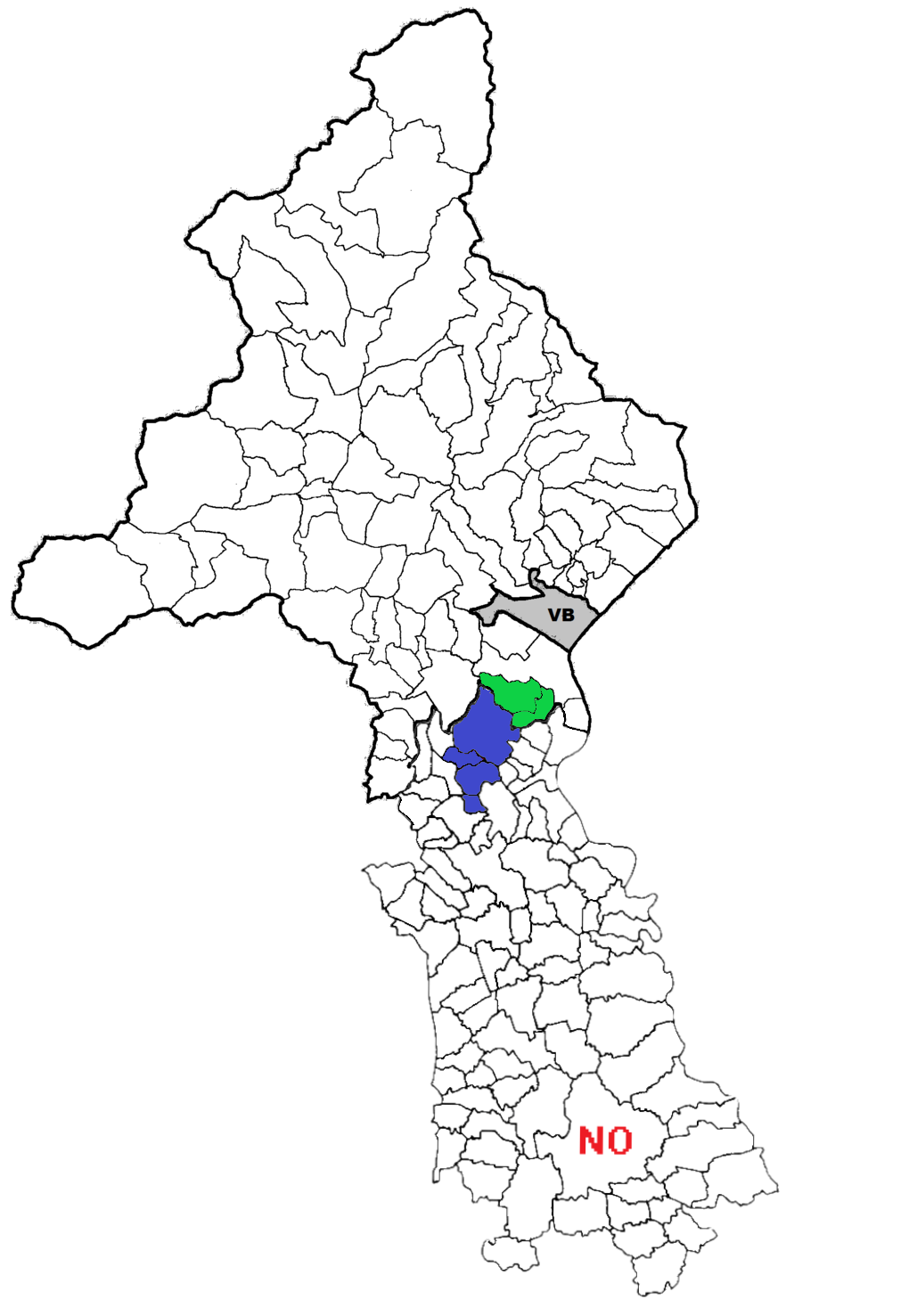
La Valle dell'Agogna nel VCO (in verde), nel novarese (in blu)

- Armeno: la storia religiosa e civile di Armeno rimane tutta raccolta nella stupenda Parrocchiale dell'Assunta, ricca di tesori d'arte e di suggestioni mistiche. Essenziale e severa nella sua romanica semplicità, la chiesa offre ancora oggi la più evidente testimonianza di che cosa sia stata Armeno nell'arco di un millennio. Il luogo vide passare Sant'Antonio da Padova, e poco importa se il suo transito avvenne quando fu un giovane studente. Alcuni storici ritengono che anche Enrico IV, recandosi a Canossa, si fermasse a pregare in questa chiesa, tra le sue alte colonne, mentre la leggenda attribuisce a San Giulio la sua edificazione, avvenuta nel IV secolo.
- Sovazza: in dialetto Soatia, il cui nome deriva dal latino, e che, a seconda delle interpretazioni significa luogo confortevole o associazione di genti, si trova presso la strada delle "Due Riviere" che costeggia il corso dell'Agogna e collega il Lago d'Orta con il Lago Maggiore o viceversa. Sulla sua origine mancano documentazioni certe. Sono nate così alcune leggende, che vede la frazione fondata da una masnada di briganti, e quella più attendibile, di nobili benestanti della Riviera di San Giulio fuggiti nella valle dell'Agogna in seguito a periodiche incursioni di barbari.
- Gignese: museo del parasole.
- Monte Mesma (Ameno): convento francescano e punto panoramico
- Ameno: ponte romano sul rio Membra nella Riserva naturale del Monte Mesma
- Bolzano Novarese: rovine dell'antica fucina di epoca settecentesca sul rio Membra
- Mottarone: la montagna dei due laghi offre uno spettacolo a 360°, grazie alla sua posizione strategica, dei laghi Maggiore e d'Orta.

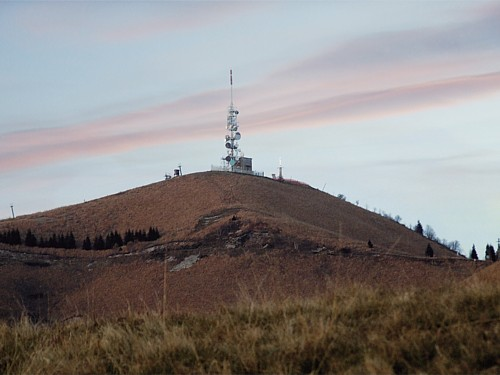
La vetta del Mottarone

## Sport

### Kayak
Nel torrente Agogna e nei suoi affluenti rio Ondella, rio Mainasca e rio Turiggia, si può praticare il Kayak. L'imbarco sull'Agogna si può effettuare presso la località Cascinone di Gignese.

### Sci
Si può sciare presso il Mottarone, dove ha sede la stazione sciistica e la scuola sci, una delle prime in Italia.
Si può anche scendere presso i monti Cornaggia (921 m s.l.m.) e Mazzarone (827 m s.l.m.).

## Demografia dei Comuni
Nel dettaglio fanno parte della Valle dell'Agogna i seguenti 6 comuni:
| Posizione    | Stemma | Città               | Provincia            | Popolazione (ab) | Superficie (km²) | Densità (ab/km²) | Altitudine (m s.l.m.) | Altitudine Minima (m s.l.m.) | Altitudine Massima (m s.l.m.) |
| 1º           |        | Armeno              | Novara               | 2 196            | 31,52            | 69,7             | 523                   | 348                          | 1395                          |
| 2º           |        | Bolzano Novarese    | Novara               | 1 202            | 3,30             | 364              | 400                   | 360                          | 491                           |
| 3º           |        | Gignese             | Verbano-Cusio-Ossola | 1 048            | 14,68            | 71,9             | 707                   | 330                          | 1410                          |
| 4º           |        | Ameno               | Novara               | 953              | 10,00            | 9,53             | 517                   | 388                          | 779                           |
| 5º           |        | Miasino             | Novara               | 794              | 5,52             | 143,8            | 479                   | 291                          | 780                           |
| 6º           |        | Brovello-Carpugnino | Verbano-Cusio-Ossola | 711              | 8,22             | 86,5             | 445                   | 317                          | 875                           |
| Totale Valle | –      | –                   | –                    | 6904             | 73,24            | 94,3             | -                     | 291                          | 1410                          |